# Береш, Илона
Илона Береш (венг. Ilona Béres; 4 июня 1942, Кишпешт, Будапешт) — венгерская актриса
 театра, кино и телевидения. Заслуженная артистка Венгрии (1983). Выдающийся артист Венгерской Республики (Kíváló művész, 1996).
Лауреат Государственной премии им. Кошута (2000).

## Биография
С 1956 по 1960 год Илона Береш работала в структурах Венгерского комсомола (KISZ).
С 1956 года выступала на любительской сцене, в том числе в комсомольском ансамбле. В 1964 году окончила Высшую школу театра и кино в Будапеште (курс Геза Партоша).
В 1966—1967 и 1984—2000 годы выступала на сцене Национального театра в Будапеште. С 1967 по 1969 год была актрисой театров: «Csokonai» в Дебрецене, театра им. Имре Мадача, театра комедии «Vígszínház» (1969—1983).

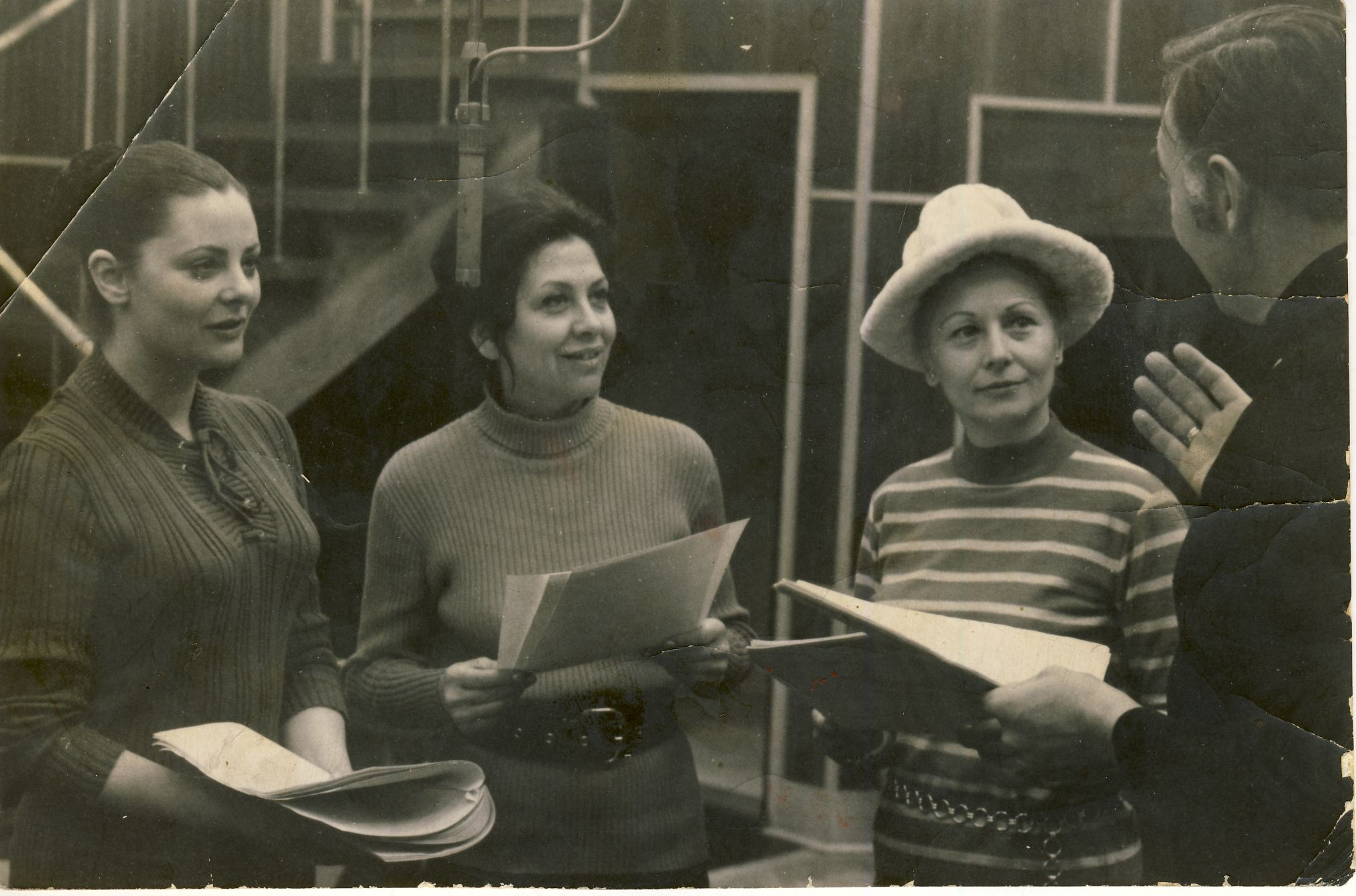

С 2000 года — актриса театра «Pesti Magyar Színház tagja». На театральной сцене играла в классических и современных пьесах национальных и зарубежных драматургов (Еврипид, Шекспир, Гёте, Дж. Шоу, М. Горький, М. Фюшт, М. Мора, М. Йокаи, Ш. Броди, Брехт и др.).
В 2013 году Илона Береш была избрана действительным членом Венгерской академии художеств, в 2013 году получила звание художника нации.
Сниматься в кино И. Береш начала ещё в студенческие годы. Снялась в более чем 25 фильмах.

## Избранная фильмография
- Дождливое воскресенье / Esős vasárnap (1962)
- Наследство казначея Стамбула / Az aranyember (1962)
- Le conte de fée (короткометражный, 1962)
- Лебединая песня/ Hattyúdal (1963)
- Диалог / Párbeszéd (1963)
- Ночь среди дня / Nappali sötétség (1963)
- Пара тапочек / Egy pár papucs (ТВ, 1964)
- Öröklakás (ТВ, 1964)
- История одной любви / Igen (1964)
- Время мечтаний / Álmodozások kora (1965)
- Сыновья человека с каменным сердцем / A kőszívű ember fiai (1965)
- Прибыльная работа / Jövedelmezö állás (ТВ, 1965)
- Обезглавливание святого Иоанна / Szentjános fejevétele (1965)
- Золотой дракон / Aranysárkány (1966)
- Три ночи любви / Egy szerelem három éjszakája (1967)
- День в раю / Egy nap a paradicsomban (1967)
- Bánk bán (ТВ, 1968)
- Ezüstlakodalom (ТВ, 1968)
- Az élö Antigoné (ТВ, 1968)
- Balzac: Gobseck (ТВ, 1969)
- A Hanákné ügy (ТВ, 1969)
- A fejedelem (ТВ, 1969)
- Н.Н., Ангел смерти / N.N., a halál angyala (1970)
- A hódítás iskolája, avagy Don Juan bünhödése (ТВ, 1970)
- Talpig úriasszony (ТВ, 1970)
- Júlia és Juliska (ТВ, 1970)
- Tündérlaki lányok (ТВ, 1970)
- Iphigénia a Tauruszok földjén (ТВ, 1971)
- Diagnózis (ТВ, 1972)
- György barát (телесериал, 1972)
- Bolond és szörnyeteg (ТВ, 1973)
- Rejtélyes égitest (ТВ, 1974)
- Az elsöszülött (ТВ, 1974)
- III. Béla (ТВ, 1974)
- Hannibál utolsó útja (ТВ, 1974)
- A peleskei nótárius (ТВ, 1975)
- A Pheidiász-per (ТВ, 1976)
- Forduljon Psmithhez (ТВ, 1976)
- Az Elnökasszony (ТВ, 1977)
- Kalaf és Turandot története (ТВ, 1978)
- Mennyböl egy angyal (ТВ, 1978)
- Münchausen Fantáziaországban (ТВ, 1978)
- Epizód (ТВ, 1978)
- Naftalin (ТВ, 1979)
- Túlsó part (ТВ, 1982)
- Потерянные иллюзии / Elveszett illúziók (1983)
- Черноснежка / Hófehér (1984)
- Erkölcstelen történet (ТВ, 1985)
- Tizenötezer pengö jutalom (ТВ, 1986)
- Ловушка для кошек / Macskafogó (1986)
- Földi kacaj (ТВ, 1986)
- Dada (ТВ, 1987)
- A hivatásos szüz (ТВ, 1988)
- Зойкина квартира (ТВ, 1986)
- Vendéglátás (ТВ, 1989)
- A csikós (ТВ, 1994)
- A körtvélyesi csíny (ТВ, 1995)
- Московская площадь / Moszkva tér (2001)
- Reménytelen gyilkosok (2001)
- На горе / Fenn a hegyen (ТВ, 2006)
- Ловушка для кошек-2 / Macskafogó 2: A sátán macskája (2007)
- Месть / Bosszú (короткометражный, 2008)
- Beszélö fejek (сериал, 2009)
- Hajónapló (сериал, 2009)

## Награды
- Премия имени Мари Ясаи (1973)
- Офицерский крест Ордена «За заслуги перед Венгерской Республикой» (1992)
- Орден «За заслуги перед Венгерской Республикой» 3-го класса (2013)
- Заслуженная артистка Венгрии (1983)
- Выдающийся артист Венгерской Республики (1996)
- Звание «Художник нации» (2013)
- Премия имени Кошута (2000)
- Премия «Főnix» (2005, 2009)
- Премия города Будапешта (2003)
- Премия театральной критики (2004)
- Пожизненный член Национального театра в Будапеште (2004)
- Почётный гражданин Кишпешта (2013)
- Премия Pro Cities Budapest Prize (2017)
- Почётный гражданин Будапешта (2019)
- Премия Венгерской киноакадемии (2020)